# Journal of Applied Ecology
Journal of Applied Ecology (abrégé en J. Appl. Ecol.) est une revue scientifique qui traite des aspects appliqués de l’écologie. Les thèmes abordés les plus importants comprennent: le développement et l’application de stratégie de conservation pour la faune et la flore la gestion cynégétique, l’aménagement durable des ressources naturelles, l’écologie des écosystèmes en restauration et des espèces réintroduites, la gestion écologique des espèces invasives, la gestion et l’atténuation de l’impact des changements climatiques et de la pollution. 
Les articles sont en libre accès 24 mois après leur publication sur le site de l’éditeur. Pour les régions en développement, la revue est disponible gratuitement selon les ententes AGORA et OARE. 
D'après le Journal Citation Reports, le facteur d'impact de ce journal était de 4,197 en 2009. La directrice de publication est Jane Memmott  (université de Bristol, Royaume-Uni).